# Siliciumdisulfid
Siliciumdisulfid ist eine anorganische chemische Verbindung des Siliciums aus der Gruppe der Sulfide.

## Vorkommen
Es wird vermutet, dass Siliciumdisulfid in zirkumstellaren Hüllen vorkommt.

## Gewinnung und Darstellung
Siliciumdisulfid kann durch Reaktion von Siliciumdioxid mit Aluminiumsulfid bei 1200 bis 1300 °C gewonnen werden, wobei auch Siliciummonosulfid entsteht.
{\displaystyle \mathrm {3\ SiO_{2}+2\ Al_{2}S_{3}\longrightarrow 3\ SiS_{2}+2\ Al_{2}O_{3}} }
Ebenfalls möglich ist die Darstellung durch Reaktion von trockenem Schwefelwasserstoff mit Silicium bei 1200 bis 1300 °C oder die thermische Zersetzung von Tetraethylmercaptosilan Si(SC2H5)4 bei 250 bis 300 °C.
Auch beim Zusammenschmelzen der Elemente bei 1000 °C entsteht es.

## Eigenschaften
Siliciumdisulfid ist eine weiße, faserige Masse, die sehr feuchtigkeitsempfindlich ist und sich in Wasser, Ethanol und Ammoniak zersetzt.
{\displaystyle \mathrm {SiS_{2}+2\ H_{2}O\longrightarrow SiO_{2}+2\ H_{2}S} }
{\displaystyle \mathrm {SiS_{2}+2\ NH_{3}\longrightarrow Si(NH)_{2}+2\ H_{2}S} }
Beim Erhitzen an der Luft verbrennt es langsam. Es besitzt nicht wie Siliciumdioxid eine Raumnetz-, sondern eine Faserstruktur mit verzerrt tetraedrisch koordinierten Siliciumatomen. Es ist eine verzerrt kubisch dichteste Kugelpackung in der je ein Viertel der tetraedrischer Lücken durch Siliciumatome besetzt ist. Es ist eine orthorhombische Kristallstruktur mit der Raumgruppe Ibam (Raumgruppen-Nr. 72). Beim Erhitzen unter Druck geht diese in eine Cristobalit-artige Modifikation über.